# Гоентенген
Гоентенген (нім. Hohentengen) — громада в Німеччині, знаходиться в землі Баден-Вюртемберг. Підпорядковується адміністративному округу Тюбінген. Входить до складу району Зігмарінген.
Площа — 36,56 км2. Населення становить 4185 ос. (станом на 31 грудня 2020).

## Географія

### Адміністративний поділ
Громада складається з таких районів:
| Герб                  | Назва      | Населення (Станом на: 31 грудня 2010) | Площа (Станом на: 31 грудня 2010) | Площа (Станом на: 31 грудня 2010) |
| --------------------- | ---------- | ------------------------------------- | --------------------------------- | --------------------------------- |
| Hohentengen           | Гоентенген | 2248                                  | 694 га                            | 6.938.183 м²                      |
| Kein Wappen Verfügbar | Бремен     | 296                                   | 260 га                            | 2.603.961 м²                      |
| Eichen                | Айхен      | 170                                   | 304 га                            | 3.037.190 м²                      |
| Kein Wappen Verfügbar | Енцкофен   | 216                                   | 185 га                            | 1.845.094 м²                      |
| Kein Wappen Verfügbar | Гюнцкофен  | 258                                   | 335 га                            | 3.352.674 м²                      |
| Kein Wappen Verfügbar | Елькофен   | 491                                   | 607 га                            | 6.070.994 м²                      |
| Kein Wappen Verfügbar | Урзендорф  | 329                                   | 661 га                            | 6.607.144 м²                      |
| Kein Wappen Verfügbar | Феллькофен | 432                                   | 611 га                            | 6.113.137 м²                      |

## Галерея

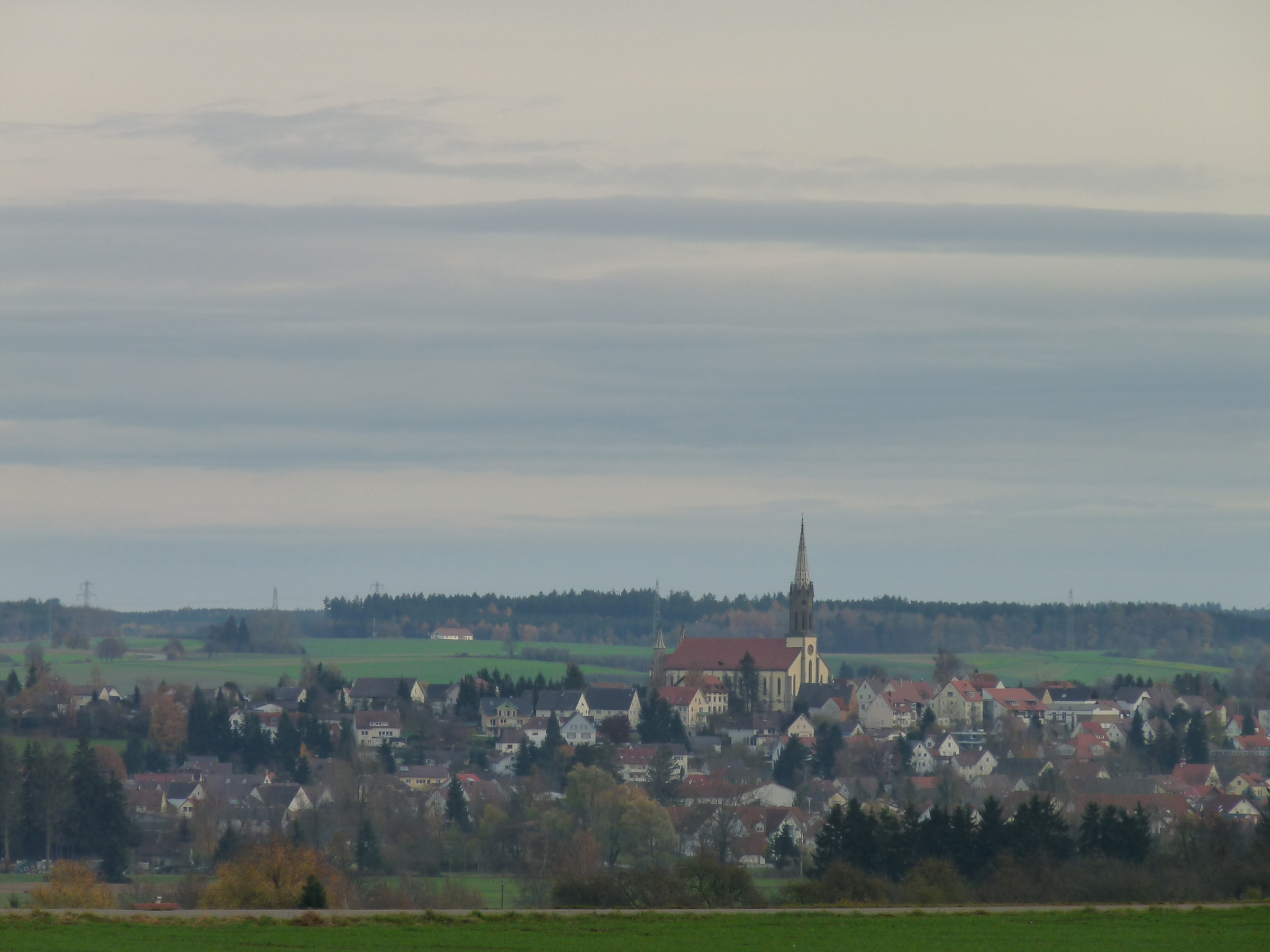